# كريستيان موريتسن
كريستيان موريتسن (3 ديسمبر 1988 بتوشهافن في جزر فارو - ) هو لاعب كرة قدم دانمركي في مركز الهجوم. شارك مع منتخب جزر فارو تحت 17 سنة لكرة القدم ومنتخب جزر فارو تحت 19 سنة لكرة القدم ومنتخب جزر فارو تحت 21 سنة لكرة القدم ومنتخب جزر فارو لكرة القدم. أما مع النوادي، فقد لعب مع بي36 توشهافن ومانشستر سيتي ونادي فالور ونيوكاسل يونايتد وهافنار بولتفيلاغ.

## وصلات خارجية
- كريستيان موريتسن على موقع الاتحاد الأوربي (الإنجليزية)
- كريستيان موريتسن على موقع قاعدة بيانات كرة القدم.إي يو (الإنجليزية)
- كريستيان موريتسن على موقع ناشيونال فوتبول تيمز (الإنجليزية)
- كريستيان موريتسن على موقع Soccerway.com (الإنجليزية)